# Tytus Świderski

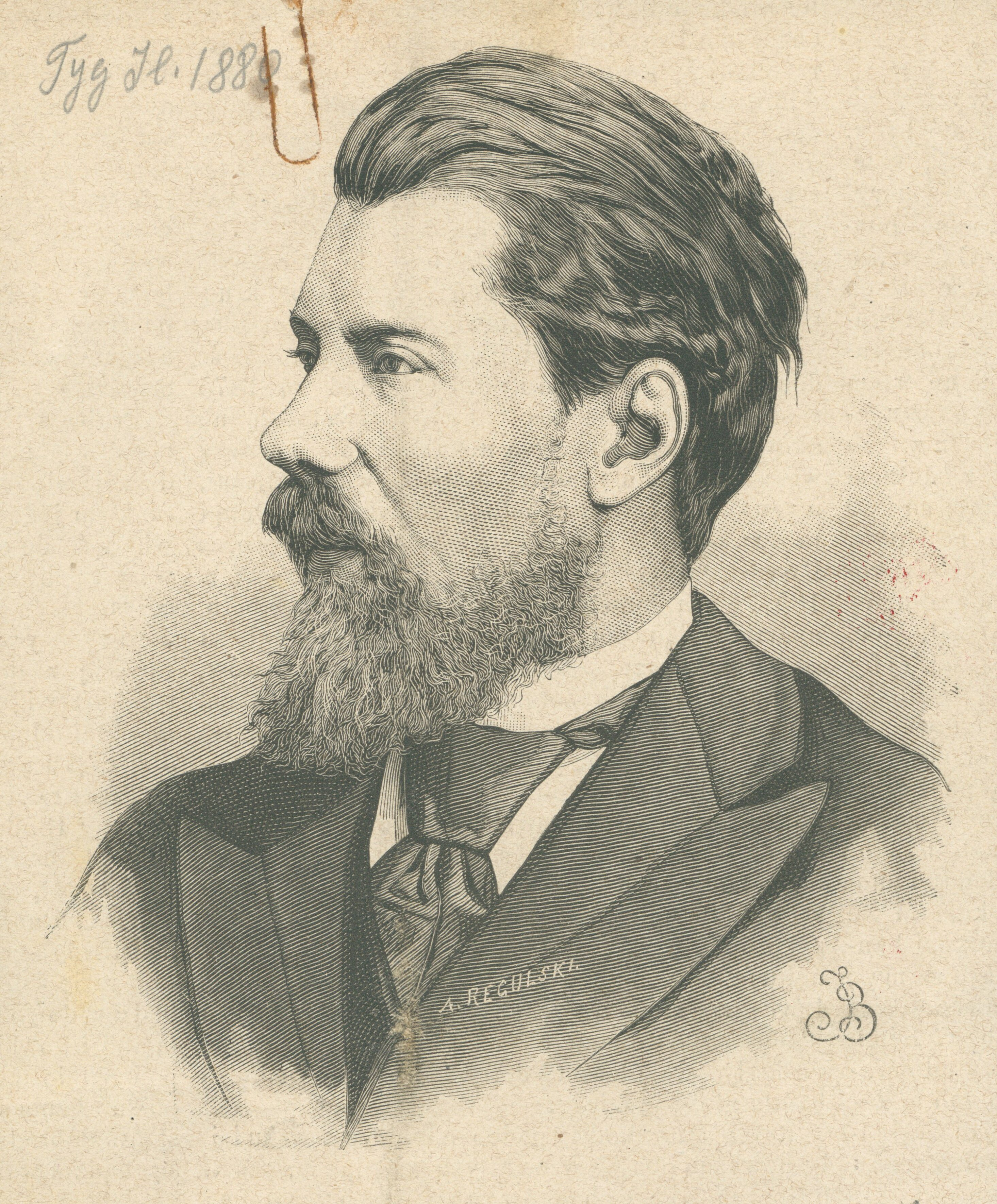
Tytus Świderski

Tytus Świderski (ur. 1843 w Słonimie, zm. 25 lutego 1880 w Krakowie) – polski historyk i historyk literatury, nauczyciel gimnazjalny.
Urodził się w rodzinie nauczycielskiej, był synem Onufrego, nauczyciela w Mińsku. Tamże zdał maturę (1862). Studiował przez rok na wydziale matematyczno-fizycznym Uniwersytetu Petersburskiego, w 1863 przeniósł się do Warszawy; był słuchaczem Wydziału Filozoficzno-Historycznego Szkoły Głównej i takich profesorów, jak historycy Józef Kazimierz Plebański i Adolf Pawiński czy filolodzy Józef Przyborowski i Aleksander Tyszyński. Studia uwieńczył w 1869 rozprawą historyczną O założeniu pierwszych biskupstw w Polsce.
W latach 1870–1872 uczył języków klasycznych w gimnazjum rosyjskim w Lublinie, w latach 1872–1873 w gimnazjum w Łomży. Jako unita poddawany był presji przejścia na prawosławie; nie chcąc ulec, zdecydował się w 1873 przenieść się do Galicji. Dzięki protekcji Antoniego Małeckiego znalazł zatrudnienie w szkolnictwie galicyjskim, chociaż w pierwszych latach na niskich stanowiskach. Był zastępcą nauczyciela w gimnazjum w Jaśle, a od 1874 nauczycielem języka polskiego i greki w Gimnazjum Św. Anny w Krakowie, w tym od 1878 z nominacją na nauczyciela rzeczywistego. Ponadto wygłaszał odczyty z literatury powszechnej na kursach dla kobiet, organizowanych przez Adriana Baranieckiego. 
Ogłosił obszerne dzieło Jędrzej Morsztyn. Studium literackie ("Przewodnik Naukowy i Literacki", 1878, zeszyty 9–12), przez pewien czas cieszące się opinią najlepszej pracy o Morsztynie (do czasu ogłoszenia monografii autorstwa Edwarda Porębowicza). Świderski napisał też artykuł o Adamie Burskim, który ukazał się już po śmierci autora w Encyklopedii Wychowawczej (1882, tom II).
Był żonaty z Marią z Bohowitynów Kozieradzkich (1849–1926), autorką opowiadań dla młodzieży. Z małżeństwa tego urodziła się córka Alina (1875–1963), literatka, krytyk, mająca w dorobku powieści biograficzne o poetach. 
Zmarł 25 lutego 1880 w Krakowie.